# دارشکنک خال‌سیاه
دارشکنک خال‌سیاه (نام علمی: Picumnus nigropunctatus) نام یک گونه از سرده دارشکنک‌ها است.